# Estética da Internet
Uma Estética da Internet, também chamada simplesmente de Estética ou Aesthetic, é um estilo de arte visual, às vezes acompanhado por um estilo de moda, subcultura ou gênero musical, que geralmente se origina na Internet ou é popularizado nela. Ao longo das décadas de 2010 e 2020, a estética online ganhou popularidade crescente, especificamente em plataformas de redes sociais como Tumblr, Pinterest, Instagram e TikTok. O termo aesthetic tem sido descrito como "totalmente divorciado de suas origens acadêmicas" e comumente usado como adjetivo. 

## Definição
A estética da Internet é caracterizada e identificável pelo seu estilo visual. Sarah Spellings da Vogue afirmou:
Com o tempo, “aesthetic” evoluiu de uma palavra acadêmica e algo utilizado por artistas e autores para algo pelo qual categorizar nossas próprias identidades. Pode significar estilo pessoal e um vago substituto de beleza.
Kaitlin Tiffany do The Atlantic declarou:
Neste ponto, a palavra aesthetic está totalmente divorciada de suas origens acadêmicas. Embora os usuários do Tumblr o tenham popularizado anos atrás, muitos adolescentes usam estética como um adjetivo para todos os fins - "isso é tão estético" como uma abreviação para "isso é tão esteticamente agradável para mim". Mas no jargão mais amplo da Internet, agora significa uma coleção de significantes ou, mais precisamente, uma “vibe”.
Muitos nomes para estética utilizam sufixos, como -core, que, segundo o The Washington Post, tem origem na palavra hardcore.   

## História
Muitas estéticas da Internet foram creditadas como originárias do Tumblr, incluindo Dark academia, Cottagecore, Art Hoe,  Coquette/Nymphet,  e Weirdcore. 
Aesthetics Wiki, um wiki hospedado no Fandom, tem sido frequentemente citado por seu grande banco de dados de informações sobre estética online.    De acordo com o The Atlantic, o wiki obteve um aumento de 9.974% no tráfego durante 2020. 
Em 2022, Rebecca Jennings da Vox argumentou que muitas tendências do TikTok se enquadram em uma tendência, chamando-a de "alta costura TikTok" e descrevendo-a como uma "forma de descrever a coalescência de tendências que se materializam no TikTok, seja de adolescentes experimentando roupas que eles ' que lucram com sua loja de caridade local, com pessoas mais velhas revisitando os estilos subculturais de sua juventude ou com observadores de tendências profissionais e amadores combinando pistas estéticas em uma única teoria do que está por vir", acrescentando "com a ajuda do algoritmo TikTok superalimentado que espalha conteúdo viral para milhões de usuários em horas ou dias, esses vídeos moldam o que a cultura dominante considera elegante, o que, portanto, pode afetar o que escolhemos vestir." 
Em julho de 2022, Sarah Spellings da Vogue afirmou que houve um "aumento da estética hiperespecífica da Internet". 

## Exemplos notáveis

### Soft Grunge/2014 Tumblr Girl
Originalmente chamada de soft grunge no início de 2010, a estética "2014 Tumblr Girl" supostamente ganhou um ressurgimento de popularidade no início de 2020, especificamente por usuários do TikTok em um sentido nostálgico. A estética inclui músicas de artistas como Lana Del Rey, Marina e The Diamonds,  The 1975, Arctic Monkeys e moda inspirada no grunge.    

### Vaporwave
Vaporwave é uma estética que inclui música eletrônica, estilo de artes visuais e memes que surgiu no início da década de 2010. É definido em parte por suas amostras lentas, cortadas e parafusadas de smooth jazz, elevador, R&B e música lounge das décadas de 1980 e 1990. A subcultura circundante é por vezes associada a uma abordagem ambígua ou satírica do capitalismo de consumo e da cultura pop, e tende a ser caracterizada por um envolvimento nostálgico ou surrealista com o entretenimento popular, a tecnologia e a publicidade das décadas anteriores. Visualmente, ele incorpora imagens do início da Internet, web design do final dos anos 1990, glitch art, anime, objetos renderizados em 3D e tropos cyberpunk em sua arte de capa e vídeos musicais.

### Corecore
Corecore ou CoreCore é um movimento estético e artístico que visa capturar sensibilidades pós-2020. Produto da cultura jovem da década de 2020, a estética corecore foi amplamente encontrada no TikTok, onde justapõe vários videoclipes enquanto uma música emocional toca.

### Seapunk
Seapunk é uma subcultura que se originou no Tumblr em 2011. Está associado a um estilo de moda com temática aquática, net art 3D, iconografia e alusões à cultura popular da década de 1990. Seapunk ganhou popularidade limitada à medida que se espalhou pela Internet, embora se dissesse que desenvolveu uma cena club de Chicago.

### Unicorn Trend
A Unicorn Trend é uma tendência de desenhar e consumir objetos, roupas e alimentos com uma paleta de cores vibrantes e arco-íris, que adquiriu forte popularidade desde 2016, principalmente entre os millennials. A tendência dos unicórnios também se caracteriza por um valor visual: a estética kitsch da representação moderna do unicórnio atrai quem gosta de postar nas redes sociais conteúdos coloridos e filtrados para ganhar curtidas.

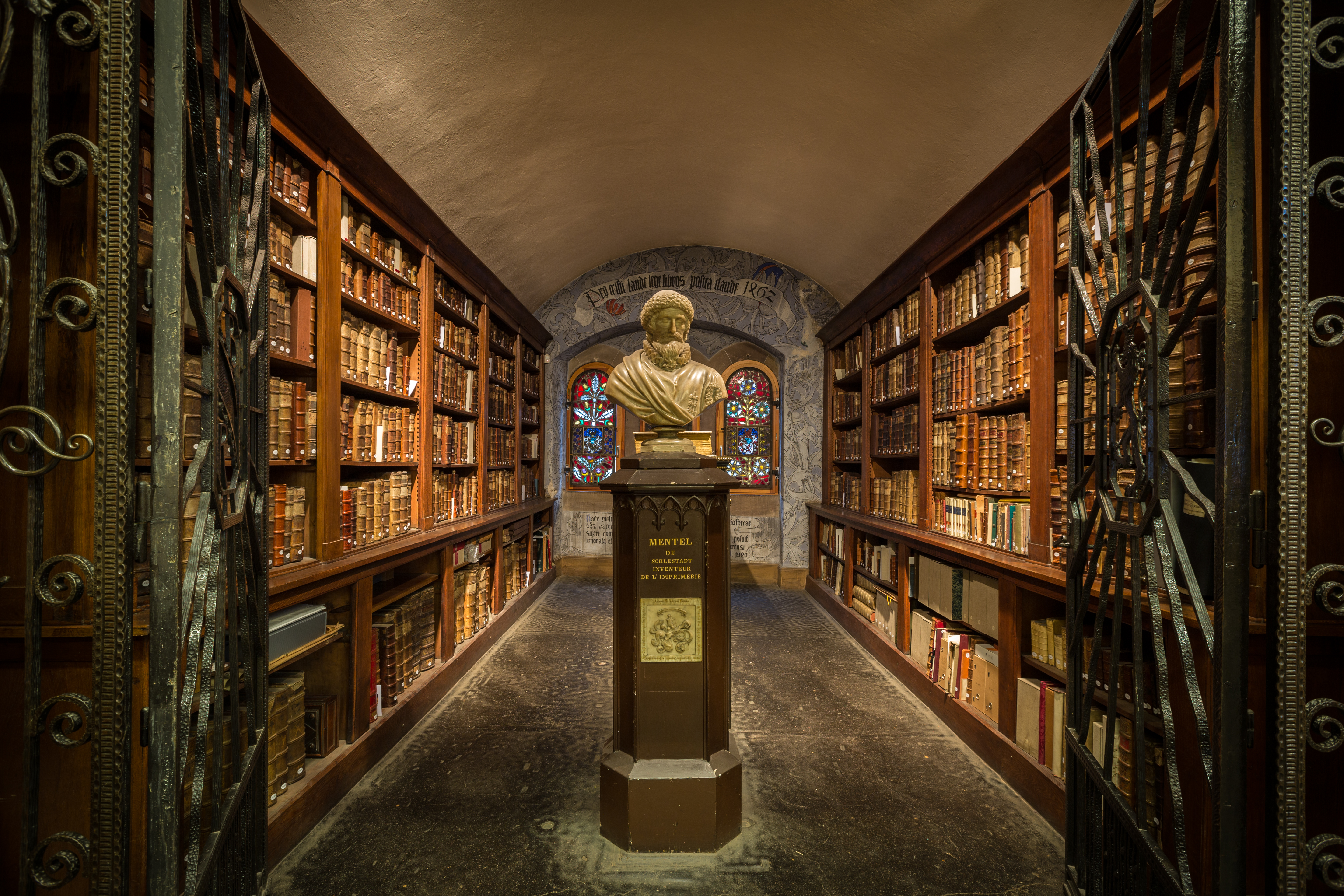
Arquitetura relevante na Dark Academia

### Dark Academia
Dark Academia é uma estética que se concentra no ensino superior, especificamente durante o século XIX e início do século XX,  e na arquitetura gótica colegiada, juntamente com uma paleta de cores escuras. Também supostamente "enfatiza a inclusão e a fluidez de gênero" e "tem seguidores LGBTQ+ dedicados".  Segundo o The INSIDER, a estética remonta a 2014 no Tumblr, popularizando-se posteriormente em 2020 durante a pandemia de COVID-19, especificamente no TikTok e no Instagram.  Kristen Bateman do The New York Times afirma: "Embora não esteja claro como e onde exatamente Dark Academia começou, muitos usuários o descobriram no Tumblr". 

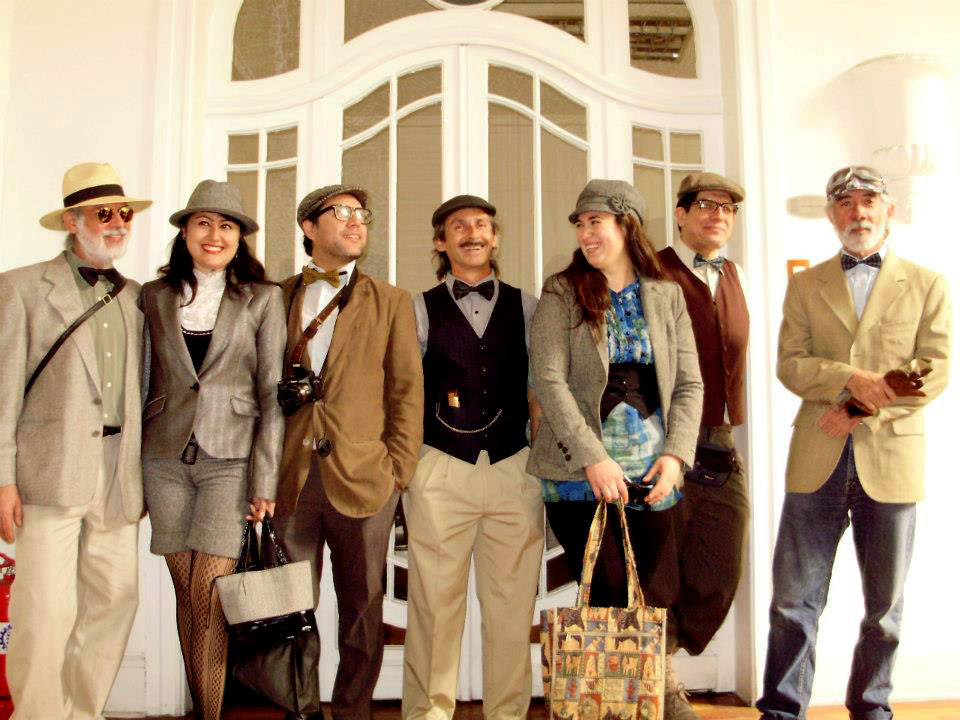
Uma coleção de pessoas vestidas com roupas neo-vitorianas

### Neo-Victorian
O neo-vitorianismo é um movimento estético que apresenta uma nostalgia evidente do período vitoriano, geralmente no contexto da subcultura hipster mais ampla dos anos 1990-2010.  É também comparado a outros “neos” (por exemplo, o neoconservadorismo, o neoliberalismo), que não se limitam a olhar para o passado, mas também o reiteram e reproduzem de formas mais diversas e complicadas.  Esta característica torna a arte neo-vitoriana difícil de definir de forma conclusiva. 

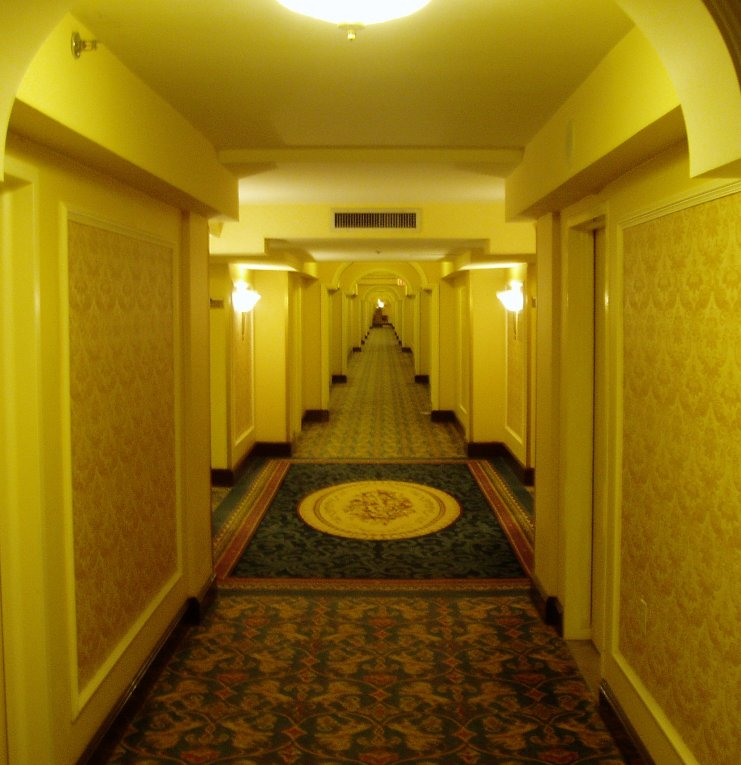
Uma imagem de um corredor de hotel vazio, um exemplo de espaço liminar

### Espaço liminar
Os espaços liminares são objeto de uma estética da Internet que retrata lugares vazios ou abandonados que parecem misteriosos, abandonados e muitas vezes surreais. Os espaços liminares são locais comuns de transição (sobre o conceito de liminaridade) ou de apelo nostálgico. Uma pesquisa do Journal of Environmental Psychology indicou que os espaços liminares podem parecer sinistros ou estranhos porque caem num vale da estranheza de arquitetura e lugares físicos. A estética ganhou popularidade em 2019 depois que uma postagem no 4chan retratando um espaço liminar chamado The Backrooms se tornou viral. Desde então, imagens espaciais liminares foram postadas na Internet, inclusive no Reddit, Twitter e TikTok.

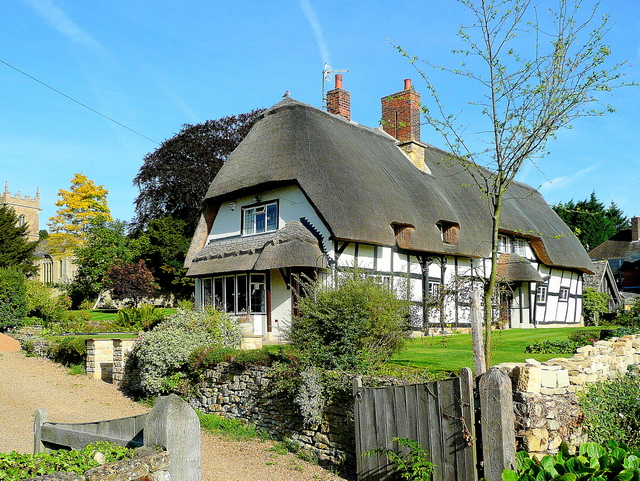
Arquitetura relevante em Cottagecore

### Cottagecore
Cottagecore é uma estética popularizada por adolescentes e jovens que romantiza a vida rural, centrada em roupas rurais tradicionais, design de interiores e artesanato como desenho, panificação e cerâmica. O termo para estética foi cunhado em 2018 no Tumblr.  A estética ganhou grande popularidade durante a pandemia da COVID-19 em 2020, onde as forças económicas e outros desafios enfrentados por estes jovens podem ter sido um impulsionador significativo desta tendência, juntamente com a ênfase destas gerações na sustentabilidade, e a tendência recente de trabalhar a partir de casa (inicialmente durante a pandemia). 

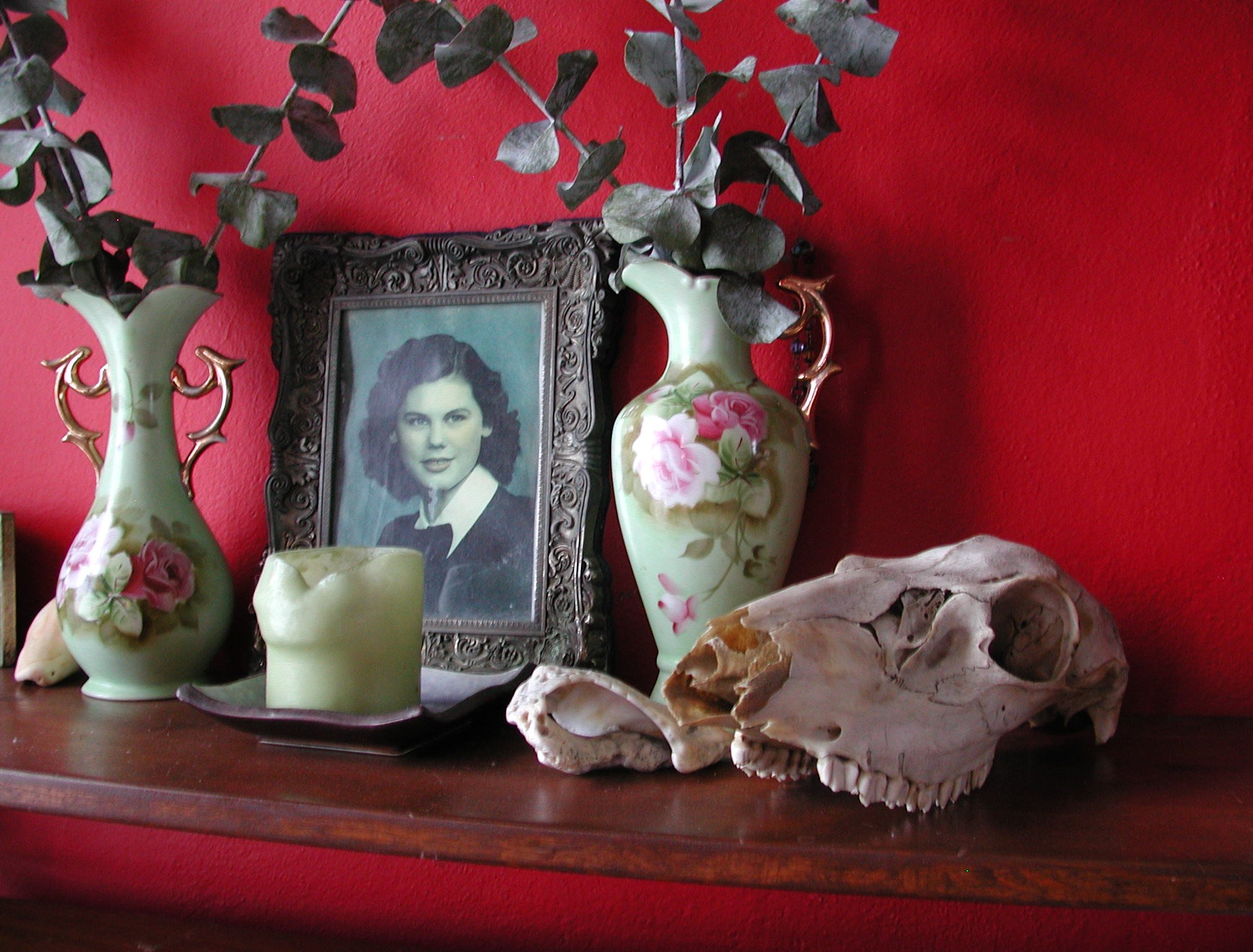
Plantas, ossos de animais e objetos de segunda mão fazem parte da estética goblincore.

### Goblincore
Goblincore é uma estética e subcultura inspirada no folclore dos goblins, centrada na celebração de ecossistemas naturais geralmente considerados menos bonitos pelas normas convencionais, como solo, animais e objetos de segunda mão. Os defensores da subcultura também colecionam objetos brilhantes, de forma semelhante aos goblins do folclore, como talheres, pequenas joias e moedas. A subcultura foi descrita como ligada ao maximalismo e ao escapismo. Acredita-se que Goblincore tenha surgido em comunidades online no final de 2010, especialmente no Tumblr e no TikTok, com Amanda Brennan afirmando que "começou a crescer na primavera de 2019 e atingiu todo o vapor em 2020, quando as pessoas o encontraram durante a pandemia ".

### Fairycore
Fairycore é uma estética com foco em imagens e moda relacionadas às fadas. Essa estética é comumente associada a Goblincore e Cottagecore. Natalie Michie da Fashion Magazine afirmou que "a estética muitas vezes compromete uma paleta de cores pastéis nebulosas e tecidos não convencionais como seda, crochê e tule combinados para criar silhuetas onduladas. O objetivo é, literalmente, parecer uma fada".   De acordo com Teen Vogue, Grunge Fairycore, ou Fairy Grunge, concentra-se em cores neutras e terrosas, paletas de cores escuras e "saias camponesas esvoaçantes, rendas, meias rasgadas, fitas, suéteres de malha, polainas e espartilhos", e alguns também podem use asas com tiras e orelhas pontudas. As roupas são tipicamente econômicas.  

### VSCO Girl
Meninas VSCO surgiram entre os adolescentes em meados de 2019. Nomeadas em homenagem ao aplicativo de fotografia VSCO, as meninas VSCO "se vestem e agem de uma maneira quase indistinguível umas das outras", usando camisetas, moletons ou suéteres grandes, Fjällräven Kånkens, elásticos, Hydro Flasks, Crocs, pulseiras Pura Vida, instantâneos câmeras, Carmex, canudos de metal, pulseiras de amizade, Birkenstocks, colares de conchas e outras modas relacionadas à praia. O ambientalismo, especialmente os tópicos relacionados com a conservação das tartarugas marinhas, também é considerado parte da cultura VSCO.

### E-Kid
A estética E-Girl e E-Boy ganhou popularidade no TikTok em 2019. É uma evolução da moda emo, scene e mall goth combinada com a moda de rua japonesa (como moda anime, cosplay, kawaii e lolita) e a moda K-pop.   De acordo com o Business Insider, os termos não são específicos de gênero, referindo-se em vez disso a dois estilos distintos de moda, afirmando que "Enquanto o e-boy é um 'softboi' vulnerável e abraça a cultura do skate, a e-girl é fofa e aparentemente inocente".

### Soft Girl
Soft Girl ou Softie descreve uma subcultura jovem que surgiu entre os adolescentes em meados de 2019. Soft girl é um estilo de moda, popular entre algumas mulheres jovens nas redes sociais, baseado em um look feminino deliberadamente fofo com uma atitude feminina. Ser uma garota gentil também pode envolver uma personalidade terna, doce e vulnerável. A tendência consiste principalmente em cores pastéis, Y2K, anime, K-pop e roupas inspiradas nos anos 90, além de estampas fofas e nostálgicas. É paralelo a algumas das estéticas centradas no Kawaii no Japão, mas com uma aparência mais moderada. A estética soft girl é uma subcultura que encontrou popularidade predominante por meio do aplicativo de mídia social TikTok.

### Balletcore
Balletcore é uma tendência da moda que surgiu por volta de 2022 e agora chamou a atenção do grande público no TikTok. O estilo é baseado em trajes de prática ou em trajes de performance de bailarinos profissionais, que incluem tendências e tecidos muito específicos que se desenvolveram separadamente da moda convencional. Ao longo das tendências da moda, o ballet sempre teve alguma influência, mas com esta tendência a tendência ficou mais explícita, com todo o look sendo inspirado no ballet, assim como o nome ganhou destaque e muitas marcas de moda basearam suas roupas na tendência.

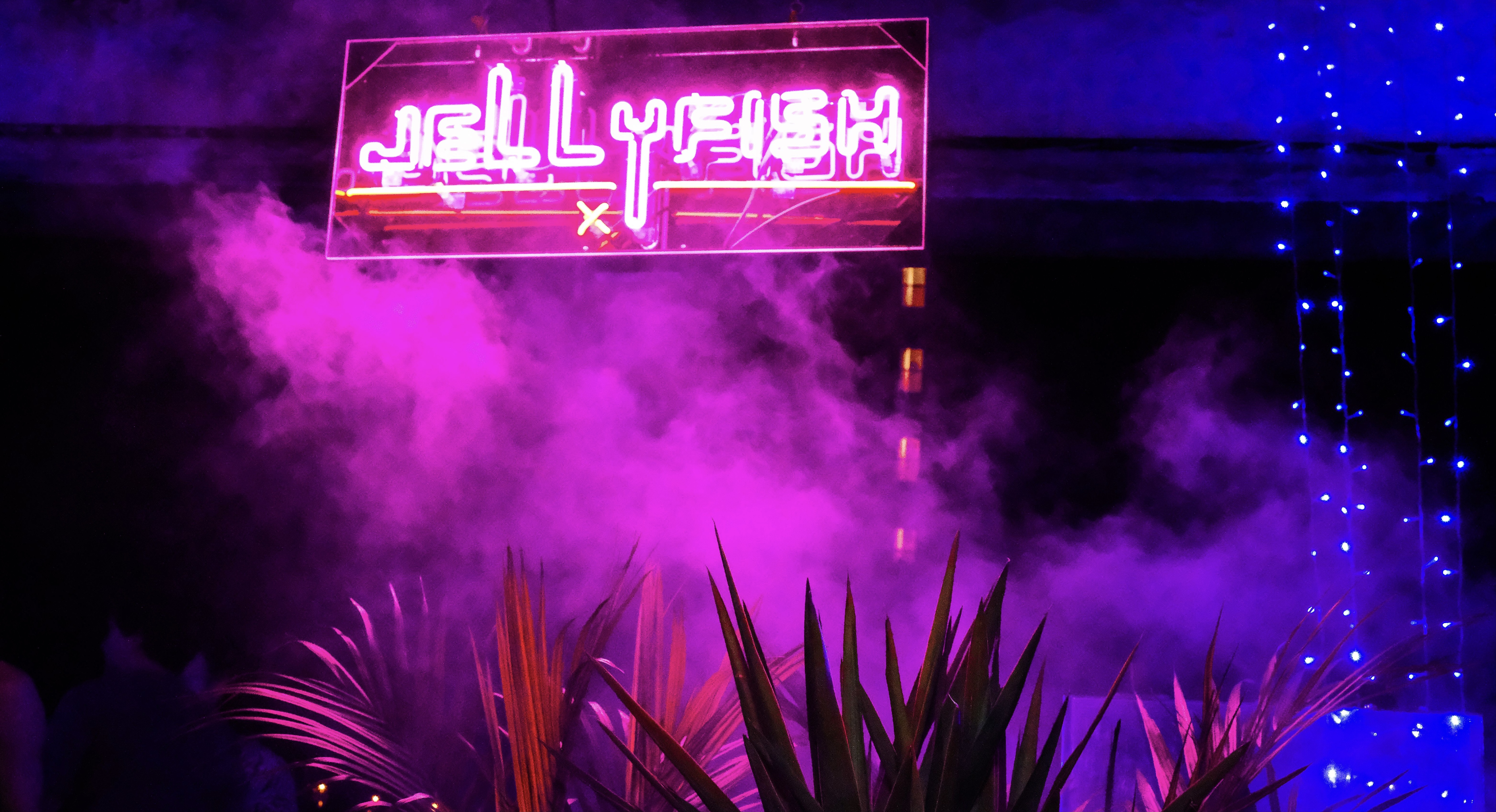
Uma festa com iluminação bissexual

### Bisexual lighting
A iluminação bissexual é o uso simultâneo de iluminação rosa, roxa e azul para representar personagens bissexuais. Alguns comentaristas apontaram o esquema de cores rosa e azul apenas como uma referência à estética dos anos 1980. É uma reminiscência de luzes neon e também está associado ao retrowave. A tendência da iluminação bissexual tornou-se um meme popular, que ganhou a atenção da comunidade LGBTQ+ em 2017, principalmente nas redes sociais.

### Kidcore/Indie Kid
O visual "kidcore" ou "indie kid" gira em torno de cores brilhantes e remete ao final dos anos 1990 e 2000. A estética foi definida pela primeira vez no Tumblr em meados de 2010. Em 2020, o Tiktok e o Instagram contribuíram para um aumento acentuado na sua popularidade. A estética indie kid é caracterizada por fotos excessivamente saturadas e "tops curtos, calças largas/jeans, saias tênis xadrez, tops justos, camisas pólo, botas plataforma ou tênis, além de marcas de skate em geral", junto com Monster Energy também sendo considerado "um produto básico".  Ao contrário da subcultura hipster dos anos 2000 e início de 2010, as crianças indie da década de 2020 favoreciam um estilo mais infantil que se inspirava no final dos anos 1990 e 2000, na subcultura japonesa, no Lo-Fi, na moda dos skatistas, na cultura das bebidas energéticas e no Hyperpop. Thrifting era popular na Internet em 2020 devido à aversão da Geração Z pela Fast fashion e ao desejo de imitar o passado. Pessoas que influenciaram essa tendência incluem o rapper indie Russ e o rapper australiano Kid Laroi.

### Clean Girl
Popularizada em 2022 no TikTok, a estética Clean Girl, de acordo com Bustle, é "sobre itens básicos esportivos grandes" e consiste em itens como "tops simples, jeans largos e de cintura alta, joias de ouro delicadas, conjuntos esportivos combinando (provavelmente de Aritzia), e o último lançamento da Nike". Segundo Refinery29, a estética “é basicamente apenas maquiagem minimalista” e “esforço significativamente baixo”, citando isso como o motivo de sua popularidade. 

### Bimbocore
Bimbocore, é uma subcultura da moda feminista americana e canadense que reivindica os estereótipos sexistas das celebridades femininas dos anos 2000. A tendência consiste principalmente em cabelos loiros descoloridos, rosa Millennial, Y2K, Juicy Couture, Von Dutch, Ed Hardy, roupas justas e acessórios de moda inspirados em McBling para caracterizar Bimbocore e sua contraparte da subcultura japonesa, Gyaru, bem como a música pop define essa estética.

### Gorpcore
Gorp é um estilo que surgiu no final da década de 2010 – início de 2020. Cunhado por Jason Chef em 2017, Gorpcore é um estilo futurista, folgado, ao ar livre e inspirado no camping chique. Os jovens de 2022 reutilizam e inspiram-se no estilo das gerações anteriores, enquanto o Gorp surgiu na década de 2020, tornando o estilo emergente mais único. O estilo é um tanto aberto à interpretação porque é relativamente novo, o que o torna flexível e criativo. Porém, existem certos padrões e formas que classificam uma roupa como Gorp. Este estilo de moda coincide com o desejo da Geração Z por moda sustentável, já que muitas dessas peças são facilmente acessíveis em lojas vintage ou brechós, enquanto peças de grife podem ser encontradas em lojas de comércio eletrônico como Depop ou Thred-up. Este estilo é unissex e reflete como a Geração Z está quebrando os códigos de vestimenta culturais heteronormativos e criando um estilo original exclusivo para a década de 2020.

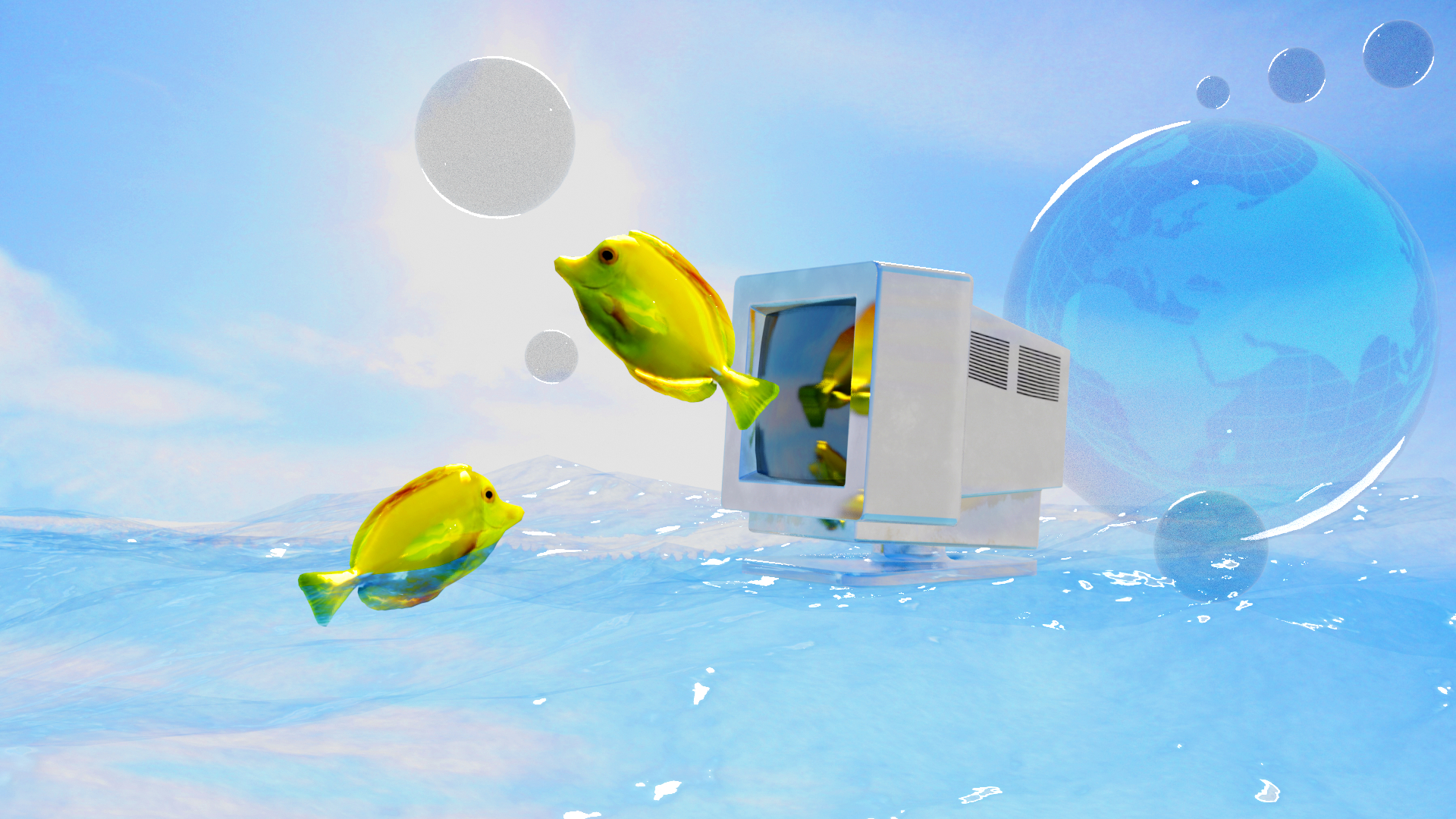
Estética de Frutiger Aero

### Frutiger Aero
Frutiger Aero foi uma tendência de estética da Internet e design UI/UX baseada no Windows Aero, que foi popular de aproximadamente 2004 a 2013.  O termo foi cunhado em 2017, como uma mala de viagem de Aero e da fonte Frutiger.  A estética concentra-se no brilho, renderizações CGI de cenas com natureza e tecnologia juntas, transparência, simbolismo da natureza, fotografia bokeh e elementos de design skeuomórfico.   

## Criticismo
Algumas estéticas online ganharam críticas. Em maio de 2021, alguns usuários do TikTok iniciaram a estética satírica "Americancore" para zombar daqueles que se referem às culturas japonesas como estética, especificamente os termos Japancore e Kawaii core. A tendência visava especificamente aqueles que iam aos supermercados japoneses para filmar vídeos, com os usuários da tendência indo ao Walmart, uma rede de supermercados americana, para zombar desses vídeos.   Um crítico de cultura freelancer da Vice declarou: "Esses vídeos, para muitas pessoas, formam uma narrativa que molda o que os estrangeiros pensam que é uma cultura específica, e neste caso eles não se destinam de forma alguma aos asiáticos, porque são quase tratados como exposições em museus".  Morgan Sung, do Mashable, descreveu a tendência Americancore como "Orientalismo reverso no seu melhor".  Em contraste, Kyle Chayka do The New Yorker afirmou que "na tentativa de zombar de compradores brancos ignorantes, argumentaram alguns [usuários], o termo acaba zombando da experiência daqueles para quem a cultura branca americana é realmente emocionantemente estrangeira", também afirmando "como diz outro meme, não podemos simplesmente deixar as pessoas aproveitarem as coisas?". 
A estética Clean Girl foi criticada por supostamente reforçar "padrões de beleza excludentes eurocêntricos"  e "[colocar] mulheres brancas magras e ricas na frente e no centro como a figura aspiracional proeminente no TikTok".   Dark Academia também foi chamada de eurocêntrica, com Aseel Sahib de Bossy afirmando, "como muitas outras estéticas, Dark Academia carece de representação e é inerentemente eurocêntrica".  Amal Abdi da Refinery29 declarou: "Tal como o cottagecore, porém, a academia obscura tem sido criticada pelo seu elitismo e eurocentrismo, o que é de esperar quando uma subcultura inteira se dedica à estética historicamente branca do cânone literário ocidental", acrescentando também que o a estética "também foi criticada por romantizar questões de saúde mental", mas também por afirmar que "a academia obscura é libertadora para seus usuários por meio de seu espaço de criatividade". 